# جفری بایرون
جفری بایرون (انگلیسی: Jeffrey Byron؛ زادهٔ ۲۸ نوامبر ۱۹۵۵) هنرپیشه، فیلم‌نامه‌نویس،و بازیگر تلویزیون اهل ایالات متحده آمریکا است.
از فیلم‌ها یا برنامه‌های تلویزیونی که وی در آن نقش داشته‌است می‌توان به پیشتازان فضا، ولوت بین‌المللی و طوفان فلزی اشاره کرد.